# West-Genootschapskarekiet
De West-Genootschapskarekiet (Acrocephalus musae) is een uitgestorven zangvogel uit de familie Acrocephalidae (rietzangers).

## Verspreiding en leefgebied
Deze soort was endemisch op de Genootschapseilanden en telde twee ondersoorten:
- A. m. musae: Raiatea.
- A. m. garretti: Huahine.